# 市道107號
市道107號（成子寮－樹林），北起新北市五股區成子寮，南至新北市樹林區潭底，全長共計16.454公里（公路總局資料）。

## 支線

### 甲線
市道107甲線（五股－新莊），北起新北市五股區洲子，南至新北市新莊區田心，全長共計4.026公里（公路總局資料）。該條道路路寬約八線道，車流量長年極大。負責連絡中山高往泰山、蘆洲、五股、新莊、甚至板橋、八里、淡水等地區。五股交流道為中山高在新北市最重要的交流道。該路全段稱為新五路一、二段，分屬新莊區、泰山區、五股區管轄（泰山區管轄路段原稱「楓里路」，現已統一。）該路之上有多條高架快速道路，包括台一線高架聯絡道（新莊思源路往中山高方向）、中山高五股交流道聯絡高架道、台64線五股二交流道、蘆洲永安大橋（市道108號新線）聯絡道，台65線五股端位於五股交流道以南。

## 行經行政區域
主線
全線均位於新北市境內。
| 五股區 | 成子寮   | 0.000     | 市道103號         | 公路起點                     |
| 五股區 | 成子寮   | －        | 北53-1線          |                              |
| 五股區 | 洲子     | －        | 市道107甲線       | 市道107甲線起點              |
| 五股區 | 洲子     | －        | 北55線            | 北55線終點                   |
| 五股區 | －       |           |                   |                              |
| 五股區 | 五股市區 | －        | （地區道路）      |                              |
| 五股區 | 五股市區 | －        |                   |                              |
| 五股區 | 五股市區 | 2.856     | 市道108號         |                              |
| 五股區 | 石土地公 | －        | 北58線            | 北58線終點                   |
| 五股區 | 水碓     | －        | （地區道路）      |                              |
| －     |          |           |                   |                              |
| 泰山區 | 大窠口   | －        | 北60線            | 北60線起點                   |
| 泰山區 | 泰山市區 | 5.364     | 市道106號         |                              |
| 泰山區 | 義學     | －        | （地區道路）      |                              |
| 泰山區 | 崎子腳   | －        | （地區道路）      |                              |
| 泰山區 | 貴子坑   | －        | 北72線            | 北72線起點                   |
| 泰山區 | 下坡角   | 9.050     | 台1線             |                              |
| 新莊區 | 丹鳳     | －        | 北118線           |                              |
| 新莊區 | 丹鳳     | 9.385     | 台1甲線           | 與台1甲線共線起點            |
| 新莊區 | 丹鳳     | －        | 北118線 · 台1甲線 | 北118線終點                  |
| 新莊區 | 丹鳳     | －        | 北71線 · 台1甲線  | 北71線起點                   |
| 新莊區 | 營盤     | －        | 台1甲線           |                              |
| 新莊區 | 石龜     | －        | 台1甲線 · 北72線  | 北72線終點 與台1甲線共線終點 |
| 新莊區 | 營盤     | －        | （地區道路）      |                              |
| 新莊區 | －       |           |                   |                              |
| 新莊區 | 後港     | －        | （地區道路）      |                              |
| 新莊區 | 西盛     | －        | 北70線            |                              |
| 新莊區 | 西盛     | －        | 北71線            | 北71線終點                   |
| 新莊區 | 西盛     | － 地下道 |                   |                              |
| 新莊區 | 西盛     | －        | （地區道路）      |                              |
| 樹林區 | 圳岸腳   | －        | 北73線            | 北73線終點                   |
| 樹林區 | 圳岸腳   | －        | 市道116號         | 市道116號僅設西出東入        |
| 樹林區 | 潭底     | 16.486    | 市道114號         | 公路終點                     |
| 共線   |          |           |                   |                              |

甲線
全線均位於新北市境內。
| 五股區   | 洲子       | 0.000            | 市道107號          | 公路起點                                             |
| 五股區   | 五股市區   | －               | 市道108號          | 僅設南出北入                                         |
| 五股區   | 五股市區   | － 跨越市道108號 |                    |                                                      |
| 五股區   | 五股市區   | －               | 市道108號          | 僅設北出南入                                         |
| 五股區   | 五股交流道 | －               | 國道一號           | 僅設南出北入                                         |
| 五股區   | 石土地公   | －               | （地區道路）       |                                                      |
| 五股區   | 五股交流道 | －               | 國道一號           |                                                      |
| 五股區   | 五股端     | －               | 台65線             | 僅設南出北入 台65線起點                              |
| 五股區   | －         |                  |                    |                                                      |
| 五股區   | 水碓       | －               | （地區道路）       |                                                      |
| 泰山區   | 泰山交流道 | －               | 台65線 · 北60線    | 僅設南出北入銜接台65線 台65線僅設北出南入 北60線終點 |
| 泰山區   | 楓樹腳     | －               | （地區道路）       |                                                      |
| 泰山區   | －         |                  |                    |                                                      |
| 泰山區   | 允龜橋     | －               | （地區道路）       |                                                      |
| 新莊區   | 田心       | 4.021            | 台1線／市道106甲線 | 公路終點                                             |
| 半套匝道 |            |                  |                    |                                                      |

## 沿線路名
| 主線 - 成泰路 - 明志路 - 中正路 - 新樹路 - 樹新路 | 甲線 - 新五路 |

## 沿線設施與景點
| 主線 - 新北市五股區成州國民小學 - 新北市五股區公所 - 新北市五股區五股國民小學 - 新北市立五股國民中學 - 憲兵學校 - 新北市五股區德音國民小學 - 新北市泰山區公所 - 新北市立泰山高級中學 - 明志書院 - 新北市泰山區明志國民小學 - 輔仁大學 - 新泰綜合醫院 - 秀泰生活樹林店 | 甲線 - 賀聖宮 - 五股守讓堂 - 五股交流道（ 國道一號） - 五股端（ 台65線） - 泰山交流道（ 台65線） - 行政院新莊聯合辦公大樓 |